# Disco Duel
Disco Duel was een Nederlands muzikaal televisieprogramma van de KRO, waarin recent uitgebrachte pop-singles werden besproken en beoordeeld.
Het was min of meer de opvolger van het VARA-programma Top of flop dat ook door Herman Stok werd gepresenteerd. Het was eerst een zelfstandig programma, later werd het onderdeel van de gedanste hitparade Waauw.

## Verloop van het programma
In elke uitzending werden twee platen ten gehore gebracht die vervolgens door twee viertallen deskundigen werden aangeklaagd resp. verdedigd. Dit ging er soms hard aan toe. Daarna velde Herman Stok als rechter zijn oordeel waarmee de plaat werd “gemaakt of gekraakt”.